# Tubulanus annulatus
Tubulanus annulatus is een soort in de taxonomische indeling van de snoerwormen (Nemertea) en behoort tot de familie Tubulanidae. De huid van de worm is geheel met trilharen bedekt. De snoerworm jaagt op prooien van zijn eigen omvang en vangt deze met behulp van zijn slurf. Deze soort werd voor het eerst beschreven in 1804 door de Engelse zoöloog en ornitholoog George Montagu als Gordius annulatus, maar werd later overgebracht naar het nieuw gecreëerde geslacht Tubulanus.

## Beschrijving
Tubulanus annulatus is een ongesegmenteerde, langwerpige, afgeplatte snoerworm. Het is opvallend gekleurd, variërend van steenrood tot bruinrood, gemarkeerd met witte lengtestrepen en ringen. Deze soort bereikt een lengte van 75 cm of meer, meestal 3-4 mm breed. Er kunnen maximaal 50 transversale witte ringen aanwezig zijn met drie witte longitudinale strepen (een midden-dorsaal en twee lateraal). De midden-dorsale streep strekt zich uit tot aan de kop en eindigt bij een transversale witte band die grenst aan de punt van de snuit.

## Verspreiding
Het verspreidingsgebied van Tubulanus annulatus omvat de noordwestelijke Atlantische Oceaan, de Noordzee en de Middellandse Zee, evenals de Atlantische en Pacifische kusten van Noord-Amerika. Hoewel het soms op de lagere kust wordt aangetroffen, komt het vaker voor in de subtidale zone tot een diepte van ongeveer 40 meter of meer. Het wordt gevonden op een grote verscheidenheid aan substraten, waaronder zand, grind, slib en modder, maar ook tussen schelpdieren. Het scheidt een zijden slijmbuis af, die vaak bedekt is met sedimentdeeltjes.